# Unterseeboot 431
L'Unterseeboot 431 ou U-431 est un U-Boot type VIIC utilisé par la Kriegsmarine pendant la Seconde Guerre mondiale.
Le sous-marin fut commandé le 23 septembre 1939 à Dantzig (Schichau-Werke), sa quille fut posée le 4 janvier 1940, il fut lancé le 2 février 1941 et mis en service le 5 avril 1941, sous le commandement du Kapitänleutnant Wilhelm Dommes.

## Conception
Unterseeboot type VII, l'U-431 avait un déplacement de 769 tonnes en surface et 871 tonnes en plongée. Il avait une longueur totale de 67,10 m, un maître-bau de 6,20 m, une hauteur de 9,60 m, et un tirant d'eau de 4,74 m. Le sous-marin était propulsé par deux hélices de 1.23 m, deux moteurs diesel F46 de 6 cylindres produisant un total de 2 060 à 2 350 kW en surface et de deux moteurs électriques Siemens-Schuckert GU 343/38-8 produisant un total 550 kW, en plongée. Le sous-marin avait une vitesse en surface de 17,7 nœuds (32,8 km/h) et une vitesse de 7,6 nœuds (14,1 km/h) en plongée. Immergé, il avait un rayon d'action de 80 milles marins (150 km) à 4 nœuds (7,4 km/h; 4,6 milles par heure), en surface, son rayon d'action était de 8 500 milles nautiques (soit 15 700 km) à 10 nœuds (19 km/h).
L'U-431 était équipé de cinq tubes lance-torpilles de 53,3 cm (quatre montés à l'avant et un à l'arrière) et embarquait quatorze torpilles. Il était équipé d'un canon de 8,8 cm SK C/35 (220 coups) et d'un canon anti-aérien de 20 mm Flak. Son équipage comprenait 52 sous-mariniers.

## Historique
Il servit dans la 3. Unterseebootsflottille (flottille d'entrainement et de combat) jusqu'au 31 décembre 1941, dans la 29. Unterseebootsflottille jusqu'à sa perte. 
Il opéra en Méditerranée à partir du 1er janvier 1942. 
L'Unterseeboot 431 coula 6 navires marchands pour un total de 7 679 tonneaux, 1 navire de guerre auxiliaire de 313 tonneaux, 2 navires de guerre pour un total de 3 548 tonneaux et endommagé 1 navire marchand de 3 560 tonneaux, ainsi qu'un navire de guerre de 450 tonneaux au cours des 16 patrouilles qu'il effectua.
Il fut coulé le 21 octobre 1943 en Méditerranée au large d'Alger, à la position 37° 23′ N, 0° 35′ E, par des charges de profondeur lancées par un Wellington britannique de la 179e escadron.
Les 52 membres d'équipage meurent dans cette attaque.

## Affectations
- 3. Unterseebootsflottille du 5 avril 1941 au 1er juillet 1941 (Période de formation).
- 3. Unterseebootsflottille du 1er juillet 1941 au 31 décembre 1941 (Unité combattante).
- 29. Unterseebootsflottille du 1er janvier 1942 au 21 octobre 1943 (Unité combattante).

## Commandement
- Kapitänleutnant Wilhelm Dommes du 5 avril 1941 au 6 janvier 1943. (Croix de chevalier de la croix de fer)
- Oberleutnant zur See Dietrich Schöneboom du 15 décembre 1942 au 21 octobre 1943. (Croix de chevalier de la croix de fer)

## Patrouilles
|       | Commandant                | Départ            | Départ      | Arrivée            | Arrivée     | Jours     | Succès   |
| ----- | ------------------------- | ----------------- | ----------- | ------------------ | ----------- | --------- | -------- |
|       | Kptlt. Wilhelm Dommes     | 19 juin 1941      | Kiel        | 20 juin 1941       | Horten      | 2 jours   |          |
|       | Kptlt. Wilhelm Dommes     | 25 juin 1941      | Horten      | 28 juin 1941       | Trondheim   | 4 jours   |          |
| 1     | Kptlt. Wilhelm Dommes     | 10 juillet 1941   | Trondheim   | 11 août 1941       | St. Nazaire | 33 jours  |          |
| 2     | Kptlt. Wilhelm Dommes     | 13 septembre 1941 | St. Nazaire | 12 octobre 1941    | St. Nazaire | 30 jours  | 3 198    |
| 3     | Kptlt. Wilhelm Dommes     | 16 novembre 1941  | St. Nazaire | 20 décembre 1941   | La Spezia   | 35 jours  | 3 560    |
|       | Kptlt. Wilhelm Dommes     | 18 janvier 1942   | La Spezia   | 22 janvier 1942    | Messine     | 5 jours   |          |
| 4     | Kptlt. Wilhelm Dommes     | 25 janvier 1942   | Messine     | 10 février 1942    | La Spezia   | 17 jours  | 313      |
| 5     | Kptlt. Wilhelm Dommes     | 18 mars 1942      | La Spezia   | 15 avril 1942      | La Spezia   | 29 jours  |          |
| 6     | Kptlt. Wilhelm Dommes     | 14 mai 1942       | La Spezia   | 30 mai 1942        | Salamine    | 17 jours  | 4 216    |
| 7     | Kptlt. Wilhelm Dommes     | 4 juin 1942       | Salamine    | 20 juin 1942       | La Spezia   | 17 jours  | 450      |
| 8     | Kptlt. Wilhelm Dommes     | 2 septembre 1942  | La Spezia   | 27 septembre 1942  | La Spezia   | 26 jours  |          |
| 9     | Kptlt. Wilhelm Dommes     | 29 septembre 1942 | La Spezia   | 4 novembre 1942    | La Spezia   | 37 jours  |          |
| 10    | Kptlt. Wilhelm Dommes     | 7 novembre 1942   | La Spezia   | 22 novembre 1942   | Pola        | 16 jours  | 3 548    |
| 11    | Oblt. Dietrich Schöneboom | 7 janvier 1943    | Pola        | 8 février 1943     | Pola        | 33 jours  | 265      |
| 12    | Oblt. Dietrich Schöneboom | 11 mars 1943      | Pola        | 29 mars 1943       | Toulon      | 19 jours  |          |
| 13    | Oblt. Dietrich Schöneboom | 20 mai 1943       | Toulon      | 29 mai 1943        | Toulon      | 10 jours  |          |
| 14    | Oblt. Dietrich Schöneboom | 5 juin 1943       | Toulon      | 27 juin 1943       | Toulon      | 23 jours  |          |
| 15    | Oblt. Dietrich Schöneboom | 9 août 1943       | Toulon      | 1er septembre 1943 | Toulon      | 24 jours  |          |
| 16    | Oblt. Dietrich Schöneboom | 26 septembre 1943 | Toulon      | 21 octobre 1943    | Coulé       | 26 jours  |          |
| Total | Total                     | Total             | Total       | Total              | Total       | 392 jours | 15 550 t |

Note : Oblt. = Oberleutnant zur See - Kptlt. = Kapitänleutnant

### OpérationsRudeltaktik
L'U-431 prit part à une Rudeltaktik (meutes de loup) durant sa carrière opérationnelle.
- Brandebourg (15 septembre – 1er octobre 1941)

## Navire coulés
| Date             | Nom                | Nationalité                | Tonnage | Fait         |
| ---------------- | ------------------ | -------------------------- | ------- | ------------ |
| 2 octobre 1941   | Hatasu             | Royaume-Uni                | 3 198   | Coulé        |
| 13 décembre 1941 | Myriel             | Royaume-Uni                | 3 560   | Endommagé    |
| 29 janvier 1942  | HMS Sotra          | Royal Navy                 | 313     | Coulé        |
| 20 mai 1942      | Eocene             | Royaume-Uni                | 4 216   | Coulé        |
| 15 juin 1942     | HMS LCT-119        | Royal Navy                 | 450     | Endommagé    |
| 10 novembre 1942 | HMS Martin         | Royal Navy                 | 1 920   | Coulé        |
| 13 novembre 1942 | HNLMS Isaac Sweers | Marine royale néerlandaise | 1 628   | Coulé        |
| 23 janvier 1943  | Alexandria         | Égypte                     | 100     | Coulé        |
| 25 janvier 1943  | Mouyassar          | Syrie                      | 47      | Coulé        |
| 25 janvier 1943  | Omar el Kattab     | Syrie                      | 38      | Coulé        |
| 26 janvier 1943  | Hassan             | Syrie                      | 80      | Coulé        |
| 26 mars 1943     | City of Perth      | Royaume-Uni                | 6 415   | Perte totale |